# NGC 310
NGC 310 is een ster in het sterrenbeeld Walvis.
NGC 310 werd op 31 december 1866 ontdekt door de Ierse astronoom Robert Stawell Ball.